# Stereoderma
Genre
Stereoderma est un genre d'holothuries (concombres de mer) de la famille des Cucumariidae. 

## Liste des espèces
Selon World Register of Marine Species (1 mars 2015) :
- Stereoderma colochiriformis (Ludwig & Heding, 1935)
- Stereoderma congoana (Heding in Ludwig & Heding, 1935)
- Stereoderma imbricata (Ohshima, 1915)
- Stereoderma incerta Cherbonnier, 1970
- Stereoderma kirchsbergii (Heller, 1868) Panning, 1949
- Stereoderma perexigua Cherbonnier, 1979
- Stereoderma unisemita (Stimpson, 1851)